# Pterolophia dentifera
Pterolophia dentifera är en skalbaggsart som först beskrevs av Olivier 1795.  Pterolophia dentifera ingår i släktet Pterolophia och familjen långhorningar.
Artens utbredningsområde är:
- Angola.
- Gabon.
- Ghana.
- Kenya.

Inga underarter finns listade i Catalogue of Life.